# Otterstadt
Otterstadt är en kommun och ort i Rhein-Pfalz-Kreis i förbundslandet Rheinland-Pfalz i Tyskland.
Kommunen ingår i kommunalförbundet Verbandsgemeinde Rheinauen tillsammans med ytterligare tre kommuner.